# Succinea chittenangoensis
Succinea chittenangoensis é uma espécie de gastrópode  da família Succineidae.
É endémica dos Estados Unidos da América.